# Уоллас, Харольд
Харольд Амер Уоллас Макдональд (исп. Harold Amed Wallace McDonald; 7 сентября 1975, Эредия) — коста-риканский футболист, защитник.

## Клубная карьера
Большую часть своей карьеры Харольд Уоллас провел в клубе «Алахуэленсе». Также защитник выступал на родине за «Саприссу» и «Мунисипал Либерию». Также защитник некоторое время играл в первенстве Мексики.

## Международная карьера
Харольд Уоллас начал попал в сборную Коста-Рики после Чемспионата мира среди молодёжных команд 1995 года в Катаре, на котором Уоллас удачно отыграл за молодёжную сборную. В составе «тикос» защитник принимал участие на двух первенствах планеты 2002 и 2006 годов. Всего за сборную Коста-Рики Харольд Уоллас провел 101 игру и забил 1 гол. В последний раз он вышел на поле в составе национальной команды в 2009 году. Через год он завершил свою карьеру.

## Достижения

### Национальные
- Чемпион Коста-Рики (7): 1993/94, 1995/96, 1996/97, 1999/00, 2000/01, 2001/02, 2004/05
- Победитель Лиги чемпионов КОНКАКАФ (1): 2004

### Международные
- Обладатель Кубка наций Центральной Америки (1): 2007